# کریستینا تیمانوسکایا
کریستینا تیمانوسکایا (Кристина Сергеевна Тимановская؛ زادهٔ ۱۹ نوامبر ۱۹۹۶) دونده سرعت زن اهل بلاروس است.